# Arent Schuyler de Peyster (Kapitän)
Arent Schuyler de Peyster, auch Arendt Schuyler de Peyster (* 4. April 1779; † 7. Mai 1863 in New York) war ein amerikanischer Handelskapitän in britischen Diensten, der die Inseln Funafuti und Nukufetau für Europa entdeckte.
Er entstammte einer alteingesessenen und einflussreichen Familie von holländischen Protestanten, die im 17. Jahrhundert nach Nieuw Amsterdam (heute New York City) eingewandert waren. Zwei Männer aus der Familie waren Bürgermeister von New York: die Brüder Abraham und Johannes de Peyster. Sein Onkel war der britische Offizier Arent Schuyler de Peyster (27. Juni 1736 – 26. November 1822), Kommandant des Fort Michilimackinac von 1774 bis 1779.
Schuyler de Peyster erhielt das Kommando über die bewaffnete Brigantine Rebecca, die unter britischer Flagge segelte. Er begab sich auf eine Handelsreise quer über den Pazifik von der chilenischen Hafenstadt Valparaíso nach Indien. Am 17. Mai 1819 entdeckte er eine Gruppe von 14 Inseln, die er „Ellice´s Group“ nannte, nach Edward Ellice (27. September 1783 – 17. September 1863), einem britischen Kaufmann und Politiker und Eigner der Rebecca, sowie am Morgen darauf eine Gruppe von sieben Inseln, die er „De Peysters“ nannte.
Nach den Aufzeichnungen Schuyler de Peysters kann man die Atolle Nukufetau (De Peyster’s) und Funafuti (Ellice’s Island) identifizieren. Er betrat beide Inseln jedoch nicht. Der Name Ellice Islands war bis 1978 für den gesamten Archipel der Tuvalu-Inseln gebräuchlich.